# Prunus fasciculata
Prunus fasciculata là loài thực vật có hoa trong họ Hoa hồng. Loài này được (Torr.) A. Gray miêu tả khoa học đầu tiên năm 1874.

## Hình ảnh

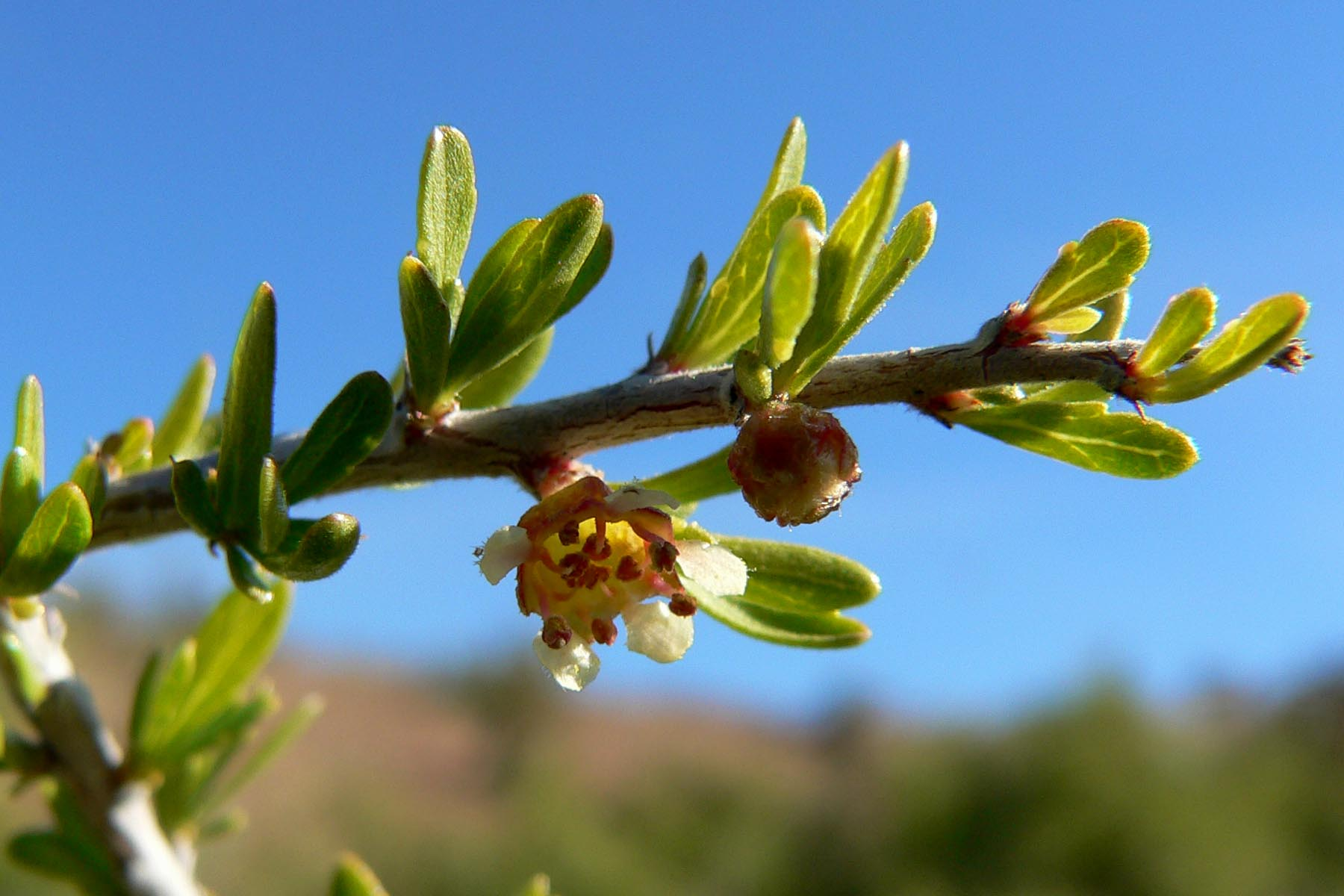
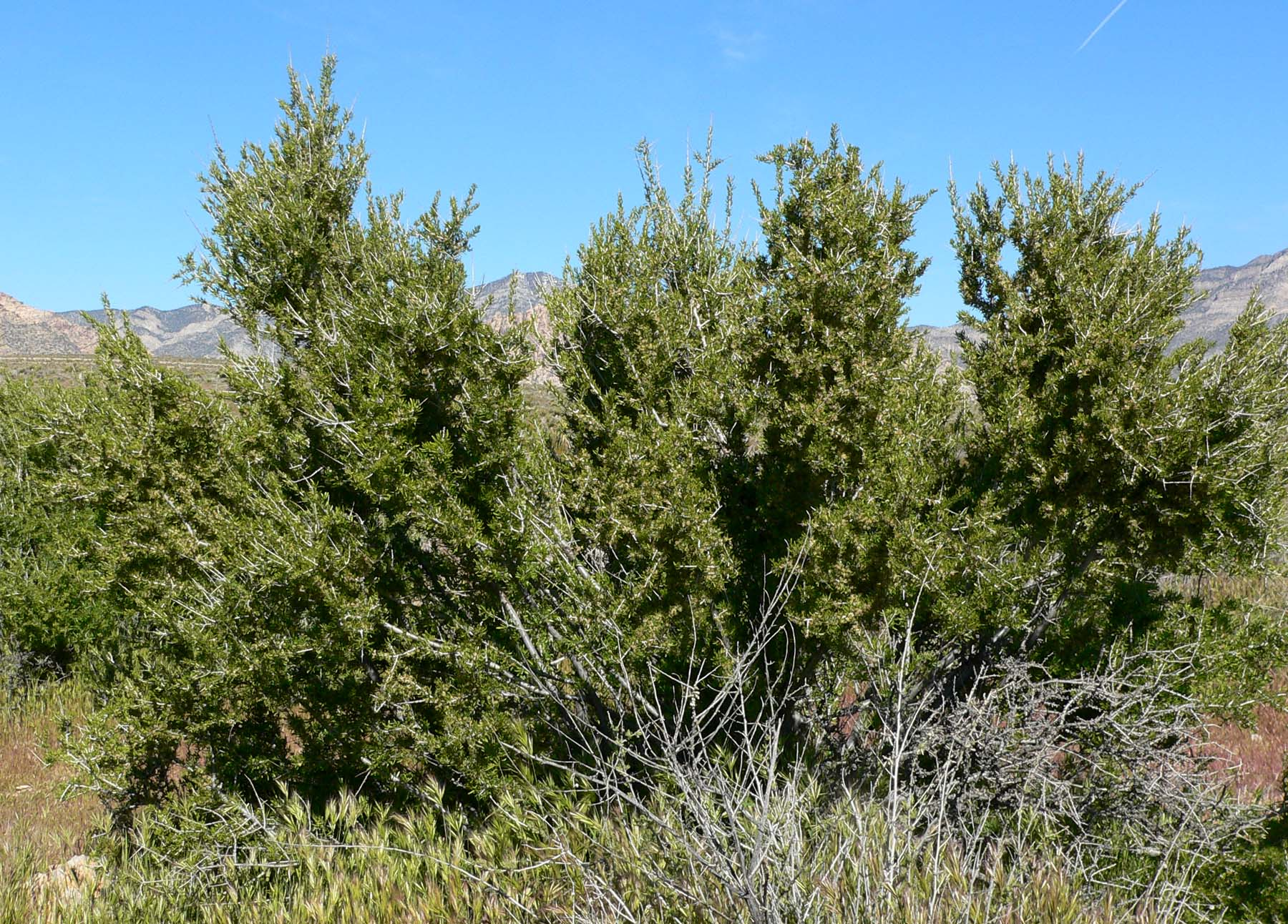
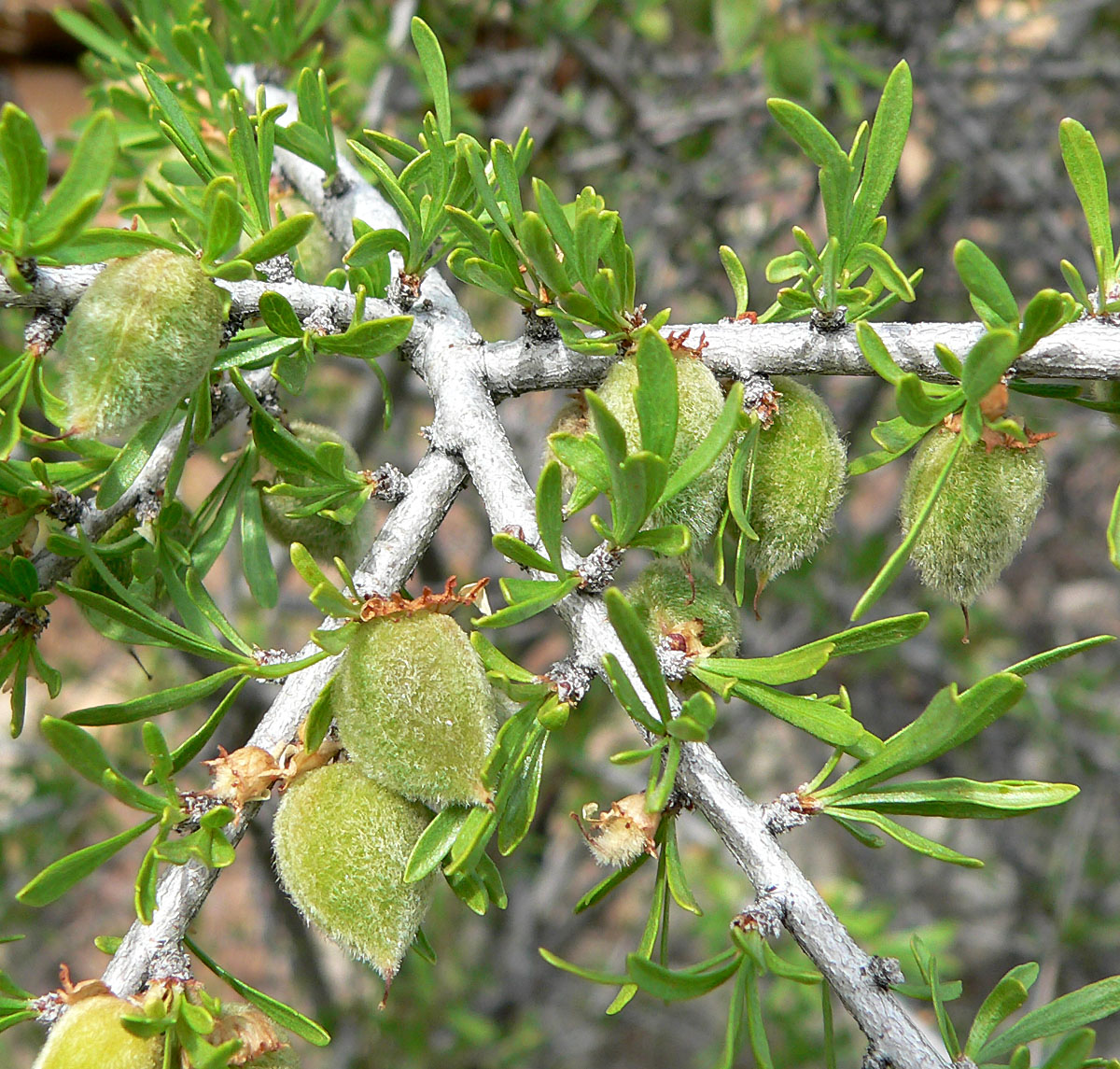
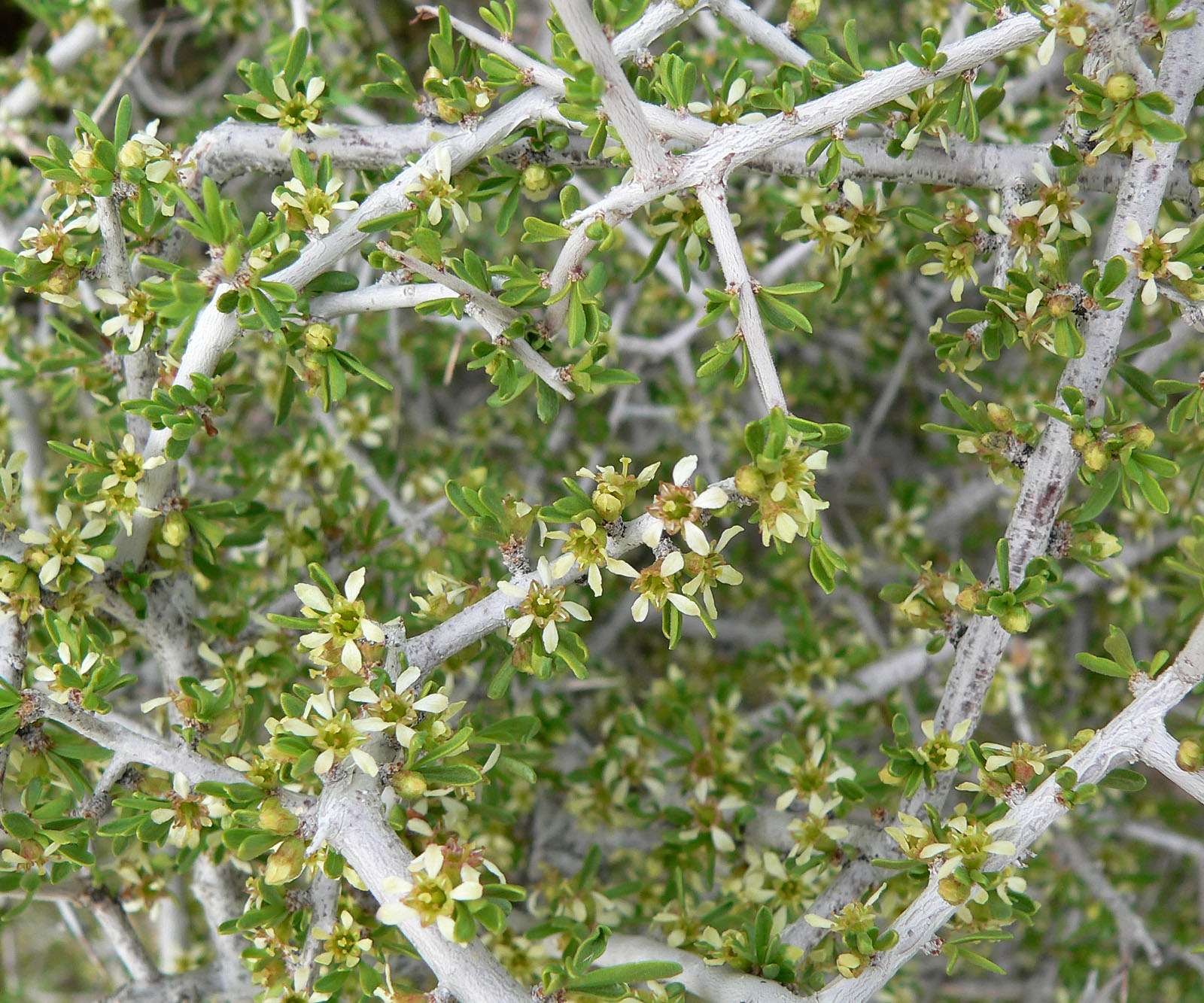